# Lech Sobieszek
Lech Roman Sobieszek (ur. 23 października 1945 w Wałbrzychu, zm. 23 grudnia 2022 w Stoneham) – polski działacz związkowy, robotnik, działacz opozycji w okresie PRL, sygnatariusz gdańskich porozumień sierpniowych.

## Życiorys
Urodził się w rodzinie robotniczej jako syn Adama i Wandy. Ukończył w 1962 zasadniczą szkołę zawodową mechanizacji rolnictwa w Ziębicach. Po odbyciu w latach 1962–1964 służby wojskowej pracował we Wrocławskiej Fabryce Urządzeń Mechanicznych (1964–1967) oraz w Zakładach Azotowych „Puławy” (1967–1970). Następnie został zatrudniony w gdańskim Siarkopolu, w przedsiębiorstwie tym był ślusarzem (1970–1980), w latach 1971–1974 wchodził w skład zakładowej rady robotniczej.
W trakcie wydarzeń sierpniowych w 1980 brał udział w strajku w Siarkopolu, był wiceprzewodniczącym komitetu strajkowego, delegatem i członkiem prezydium uformowanego w Stoczni Gdańskiej Międzyzakładowego Komitetu Strajkowego. Od września 1980 należał do „Solidarności”, był m.in. delegatem na I Krajowy Zjazd Delegatów w Gdańsku. Po wprowadzeniu stanu wojennego ukrywał się, współpracował z podziemnymi strukturami związku (1982–1985). Konstruował nadajniki UKF do emitowania audycji Radia „Solidarność”. W 1985 został pracownikiem Okręgowego Przedsiębiorstwa Wodociągów i Kanalizacji. W październiku tego samego roku tymczasowo aresztowany z przyczyn politycznych, skazany następnie na karę sześciu miesięcy pozbawienia wolności, zwolniony został w kwietniu 1986. W 1987 wyemigrował do Stanów Zjednoczonych, mieszkał w Stoneham koło Bostonu.

## Odznaczenia i wyróżnienia
Odznaczony Krzyżem Oficerskim Orderu Odrodzenia Polski (2006). Wyróżniony tytułem honorowego obywatela Gdańska (2000).